# My Aquarium
My Aquarium (Blue Oasis au Japon) est un jeu vidéo de gestion sorti en 2008 sur WiiWare. Le jeu a été développé et édité par Hudson Soft et propose au joueur de gérer un aquarium virtuel.

## Système de jeu
My Aquarium ne comporte aucun but ni aucune trame à suivre, si ce n'est de gérer son propre aquarium et de l'améliorer. Le joueur a accès à une quarantaine d'espèces de poissons différentes, provenant de tous les milieux aquatiques.
Il lui est également possible de nourrir ses poissons, les voir grandir et les faire se reproduire. Les poissons ne peuvent cependant pas mourir. Il est aussi possible de tapoter l'aquarium en secouant la Wiimote pour interagir avec les poissons.